# أولاد المامون (ريمة)
أولاد المامون هي إحدى مشيخات المملكة المغربية، تتبع جغرافيا لإقليم سطات وإداريًا لريمة. يقدر عدد سكانها بـ 3919 نسمة حسب الإحصاء الرسمي للسكان والسكنى لسنة 2004.